# 반설음
반설음(半舌音) 또는 반혓소리(반혀쏘리)는 전통적 음운학에서 설음과 조음 위치가 같지만 조음방법이 오음(五音)에 기준이 속하지 않는 닿소리를 분류한 것이다. 즉 현대에서 소위 유음을 가리킨다.

## 훈민정음 초성 체계
훈민정음 초성 체계에서는 'ㄹ' 자모가 반설음에 분류된다. 
| 오음              | 전청 | 차청 | 전탁 | 불청불탁  |
| ----------------- | ---- | ---- | ---- | --------- |
| 반설음 (반혓소리) |      |      |      | ㄹ 閭 [l] |

- 현대 음성학에서 전청(全淸)은 무기 무성음, 차청(次淸)은 유기 무성음, 전탁(全濁)은 경음, 불청불탁(不淸不濁)은 유성음 가운데 비음, 유음, 마찰음, 두자음 없이 모음으로 시작하는 것을 나타낸다.

## 중국 음운학
중국어 중고음(中古音, 수나라, 당나라의 발음)의 성모(聲音, 두자음)을 표기하는 삼십육자모(三十六字母)에서  '來' 자모가  반설음의 차탁에 분류되어 있다. 
| 오음           | 전청 | 차청 | 전탁 | 차탁   |
| -------------- | ---- | ---- | ---- | ------ |
| 반설음(半舌音) |      |      |      | 來 [l] |

- 현대 음성학에서 전청(全淸)은 무기 무성음, 차청(次淸)은 유기 무성음, 전탁(全濁)은 유성음 가운데 파열음, 마찰음, 파찰음, 차탁(次濁)은 유성음 가운데 비음, 유음, 반모음, 영성모(零聲母, 을절이 두자음 없이 모음으로 시작되는 것)을 나타낸다.